# Doues

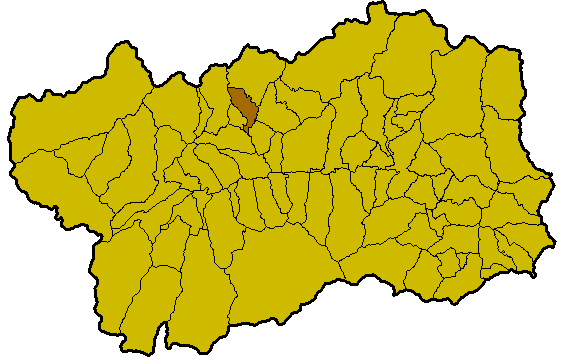
Ubicación del municipio de Doues en el Valle de Aosta.

Doues  es una localidad italiana de Valle de Aosta, con 452 habitantes.

## Evolución demográfica
| Gráfica de evolución demográfica de Doues entre 1861 y 2001 |
|                                                             |
| Fuente ISTAT - elaboración gráfica de Wikipedia             |